# Cee Vee
Cee Vee è una comunità non incorporata nella parte nord-occidentale della contea di Cottle, Texas, Stati Uniti. Si trova lungo la FM 1440 a nord-ovest della città di Paducah, capoluogo della contea di Cottle. La sua altitudine è di 1 880 piedi (573 m). Anche se Cee Vee non è incorporata, ha un ufficio postale, con lo ZIP code 79223; la ZCTA per lo ZIP code 79223 aveva una popolazione di 35 abitanti al censimento del 2000.
Cee Vee fu fondata sulla terra dell'ex CV Ranch; dopo che la terra fu venduta nel 1927, un ufficio postale fu aperto nel 1928. Il direttore postale desiderò nominare l'ufficio postale "CV", ma poiché le iniziali erano nomi non validi per gli uffici postali in base alle linee guida dipartimentali, i nomi delle lettere erano indicati. Nel 1928 fu aperta una scuola nell'area ed è esistita fino a poco prima del 1960. Cee Vee fu a lungo un centro commerciale per un'area prevalentemente agricola, nonostante le sue piccole dimensioni.